# (8927) Ryojiro
(8927) Ryojiro est un astéroïde de la ceinture principale.

## Description
(8927) Ryojiro est un astéroïde de la ceinture principale. Il fut découvert le 20 décembre 1996 à Ōizumi par Takao Kobayashi. Il présente une orbite caractérisée par un demi-grand axe de 2,41 UA, une excentricité de 0,17 et une inclinaison de 3,5° par rapport à l'écliptique.

## Compléments